# Каталонська вівчарка
 Каталонська вівчарка  (кат. Gos d'atura català) — порода це кмітлива, розумна та енергійна собака і в наш час залишається незамінним помічником пастухів, чудово пристосована до мінливому гірському клімату. Дружелюбна та спокійна каталонська вівчарка з задоволенням стане чудовим другом сім'ї і надійним сторожем у вашому домі. Однак пасивне проведення часу — не для цієї собаки, тому господареві каталонської вівчарки необхідно на всі 100 % відповідати бадьорому, непоседючому та енергійному духу цього кудлатого та темпераментного іспанця. Адже офіційним талісманом Літніх Олімпійських ігор 1992 року було саме щеня каталонської вівчарки!

## Опис
Каталонська вівчарка у відповідності з останньою редакцією стандарту, каталонська вівчарка повинна бути міцної збалансованої статури та розтягнутого формату. Собака має міцну клиноподібну голову. На морді характерні густі брови, борода та вуса. Вуха стоячі, гостроконечні трикутної форми, посаджені високо. Також визначальною ознакою є виразні темно-бурштинові очі. Шерстяний покрив може бути двох видів: довгошерстий та короткошерстий. Основними кольорами даної породи є: сірий, рудий з чорними кінцями волосся, тигровий, чорно-підпалий.

## Характер
Вона однаково добре ставиться до всіх членів сім'ї, ваших друзів, сусідів, інших домашніх тварин. Володіє яскравим живим темпераментом, при цьому врівноважена, розумна та допитлива. Активна життєва позиція поєднується з серйозністю і старанністю. Присутнє вміння приймати самостійні рішення у разі необхідності.

## Історія
Предками були гірські піренейські вівчарки. Перший стійкий породний тип піренейської вівчарки з'явився у 18 столітті. Собак виводили як надійних та здібних помічників пастуха, максимально адаптованих до кліматичних умов Піренейських гір. У 1911 році каталонських вівчарок визнали однією з національних порід. Стандарт цієї породи став першим в Іспанії, який був визнаний Міжнародною кінологічною федерацією FCI. В 40-і роки (під час Громадянської війни в Іспанії) каталонські вівчарки несли почесну місію — служили листоношами та вартовими.

## Догляд
Прекрасна кудлата шерсть дозволяє легко переносити холод, буде себе добре почувати і у вольєрі або будці. До квартирного утримання каталонець теж легко звикне. Але тільки при наявності тривалих прогулянок і великого фізичного навантаження. Порода просто вимагає руху і вільного простору! Особливої уваги потребує шерсть — її треба вичісувати щіткою щодня і навіть не один раз. І не забувати регулярно чистити вашому улюбленцю вуха, а кігті він зточить сам. Линяють собаки в два етапи — спочатку передня частина тіла, потім задня.

## Здоров'я, хвороби
Вона має тверду статуру та міцне здоров'я. Єдиною значущою породною хворобою можна назвати дисплазію кульшових суглобів. В іншому ж у каталонців прекрасне здоров'я. І в середньому вони легко доживають до 14 років. Породу відрізняють витривалість, однак бурхлива фізична активність собак може призвести до травм. Слід приділяти цьому значну увагу. Ваш улюбленець — гарячої іспанської крові, тому довгі прогулянки подарують йому наснагу, а Вам — неймовірне задоволення!

## Дресирування, тренування
Якщо додати сюди відмінну пам'ять і чудову кмітливість, відразу стає ясно — проблем з вихованням і дресируванням у вас не виникне. Вам точно не знадобитися залізна воля, просто займайтеся з цуценям регулярно і з раннього дитинства. У 1974 році на виставці в Парижі Унгос де Лакетаніа було присвоєно звання світового чемпіона, що ще раз підтверджує наявність у породи високих показників. Ця порода собак — чудові та активні спортсмени, які найбільших успіхів досягають в аджиліті.